# Cardiotonique
Un médicament cardiotonique est un médicament censé soutenir le cœur en cas de défaillance ou d'insuffisance cardiaque. Il s'agit principalement d'hétérosides cardiotoniques, en particulier ceux de la digitale. Avec les progrès des autres traitements (médicamenteux ou autres), leur place dans l'arsenal thérapeutique est moins importante qu'avant.